# Takashi Hirano
 (mai 2025).
Si vous disposez d'ouvrages ou d'articles de référence ou si vous connaissez des sites web de qualité traitant du thème abordé ici, merci de compléter l'article en donnant les références utiles à sa vérifiabilité et en les liant à la section « Notes et références ».
Pour les articles homonymes, voir Hirano.
Takashi Hirano (平野 孝, né le 15 juillet 1974 à Shizuoka) est un footballeur japonais ayant joué dans le club canadien de Whitecaps de Vancouver de 2008 à 2010.

## Biographie
Pouvant jouer comme défenseur ou comme milieu défensif, Takashi Hirano est international japonais à 19 reprises (1997-2000) pour 4 buts.
Il participe à la Coupe du monde de football de 1998. Il est remplaçant contre l'Argentine (recevant un carton jaune à la 92e minute), ne joue pas contre la Croatie et est remplaçant contre la Jamaïque. Le Japon est éliminé au premier tour.
Il joue dans différents clubs japonais (Nagoya Grampus Eight, Kyoto Purple Sanga, Júbilo Iwata, Vissel Kobe, Tokyo Verdy 1969, Yokohama F. Marinos et Omiya Ardija) et joue actuellement aux Whitecaps de Vancouver, dans le championnat américain depuis 2008. Il remporte au Japon une J-League en 2002, deux coupes du Japon, deux supercoupes du Japon et une J-League 2 en 2001. Aux USA, il remporte le championnat en 2008.

## Palmarès
- Championnat du Japon de football
  - Champion en 2002
  - Vice-champion en 1996
- Coupe du Japon de football
  - Vainqueur en 1995 et en 2004
- Supercoupe du Japon
  - Vainqueur en 1996 et en 2005
- Coupe d'Asie des vainqueurs de coupe
  - Finaliste en 1997
- Championnat du Japon de football D2
  - Champion en 2001
- United Soccer Leagues
  - Champion en 2008